# Zoli Ádok
Zoli Ádok és un cantant, actor i ballarí hongarès nascut el 22 de març de 1976 a Szeged, Hongria. Malgrat la seva jove edat, la carrera d'aquest noi ha estat bastant moguda. Abans de donar-se a conèixer amb la seva participació en el Festival de la Cançó d'Eurovisió 2009 amb la cançó “Dance With Me”,“Balla amb mi” en català, Zoli Ádok va debutar l'any 2000 en tant que actor i ballarí - després d'haver acabat els seus estudis a Pécs - en diferents musicals de gran renom com ara Fama, Mamma Mia, Cats, Contact, musical de Susan Stroman. Gràcies als quals ha pogut viatjar per tot Europa amb un total de més de 500 representacions.

## Teatre i/o musicals
- 2009 - Kontakt – Arisztokrata
- 2008 - Teatre Madách - József és a Színes Szélesvásznú Álomkabát - Lévi/Pék
- 2004 - 2007 - Crystal Cruises (Óceánjáró)
- 2002 - 2004 - Theater am Potzdamer Platz, Berlín, Alemanya
- 2001 - 2002 - Budapesti Operett Szinház
- 2001 - Teatre Metropol, Àustria - The Fiftysix Company
- 2000 - La Dance Company - Mese
- 1998 - 1999 - Budapesti Operett Színház
- 1998 - Teatre Häbse, Bázel, Suïssa – Musical “Fame”
- 1998 - Klagenfurti Nemzeti Színház, Àustria - Csárdáskirálynő

## Televisió i films
El seu passatge pel certamen televisiu li ha permès aconseguir més d'un paper, més d'un àlbum, com també més d'una aparició a la televisió. El darrer data del mes de juny del 2011 en què va participar com a actor principal al Musical de Susan Stroman, Contact, que es va estrenar al Regne Unit. O el seu recent primer paper com a actor d'un film, de nom Alom.net (Somnis.net, en català), que es va estrenar el 2009 als cinemes hongaresos.

### Cinema
- 2009 – Álom.net

### Televisió
- 1998 - Lottóshow
- 1999 - Koóstoló
- 2007, 2009 - Csillag Születik
- 2008 - Szombat esti láz
- 2009 - Csináljuk a Fesztivált

## Àlbums i singles
Tots aquests projectes converteixen Zoli Ádok en una gran estrella al seu país, i en un gran referent de la música actual. Cal destacar que el jove noi ja porta 3 àlbums darrere seu.
- 2008 – Tánclépés (àlbum d'Eurovisió)
- 2009 – Velem a Fény
- 2010 – Why Don't You
- 2011 – Három Álom

## Eurovisió
Zoli Ádok va intentar diversos cops representar el seu país al Festival de la Cançó, no sempre amb gaire èxit. En efecte, el cantant va intentar presentar-se una primera vegada amb Mark Zentai, però la cançó presentada no era inèdita i això el va fer perdre la primera oportunitat. Oportunitat que va tornar a esfumar-se amb el seu segon intent. Zoli Ádok es va presentar amb Katya Tompos però la seva discogràfica va decidir retirar la seva candidatura. Segons aquesta el cantant ja estava endinsat en massa compromisos professionals que feien impossible la seva plena participació en el festival, començant per la promoció de la cançó, que no podria cobrir al 100%. Finalment el cantant aconsegueix representar Hongria gràcies a MTV, que l'escull amb el tema dance “Dance With Me”. “Dance With Me” no va guanyar i va quedar classificada a l'11è lloc de la semifinal, a les portes d'aconseguir el passi per la final. Malgrat això, Zoli Ádok, i gràcies a la versió cantada en hongarès que va fer de la mateixa cançó (Tánclépés), va encapçalar durant un temps la llista dels més venuts del seu país.
Tot i no haver-se emportat el Festival de la Cançó d'Eurovisió, Zoli Ádok es va endur el premi Barbara Dex. El premi s'atorga cada any paral·lelament al festival al cantant o grup pitjor vestits. El premi en qüestió, rep el nom de Barbara Dex per ser el nom de la representant belga de l'edició de 1993. Aquesta jove artista va interpretar el seu tema «Iemand als jij», però el més destacat de tot va ser el vestit poc adequat i fins i tot ridícul que portava per una actuació tan minimalista com la que presentava. Des de llavors, cada any se celebren votacions independents per triar-ne un guanyador. I Zoli Ádok n'ha sigut un, tot i la logística que s'havia muntat al darrere, en què hi destaca un dels millors videoclips presentats a Eurovisió per Hongria.